# محمدیانوو
محمدیانوو (انگلیسی: Mukhamedyanovo) یک شهرک در شهرستان زیانچورینسکی استان باشقیرستان کشور روسیه است.